# Spoorlijnen op de Werelderfgoedlijst

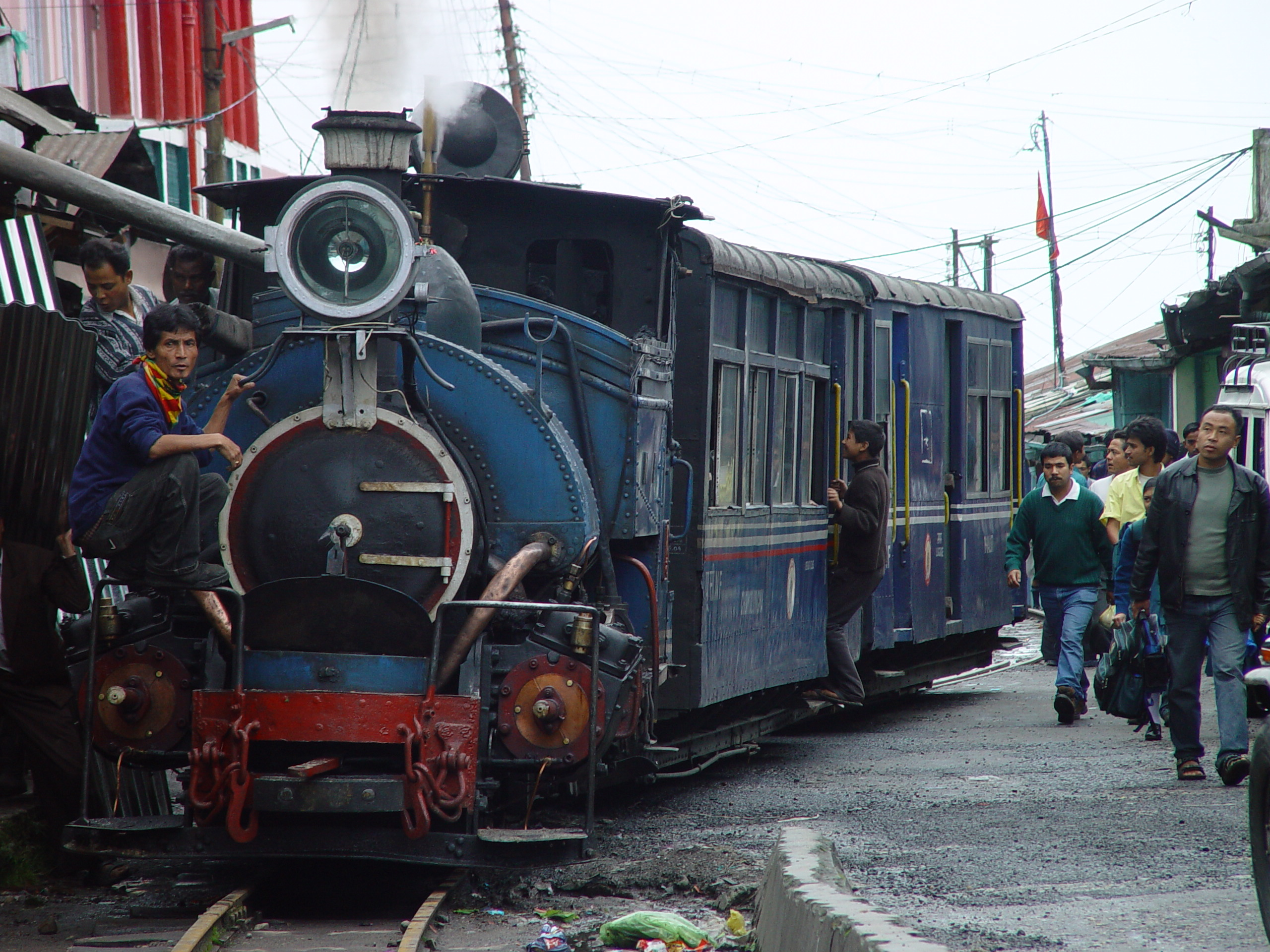
Darjeelingspoorweg.

Op de sinds 1978 bestaande Werelderfgoedlijst van de Unesco komen ook enkele (berg)spoorlijnen voor.

## India
Sinds 1999 staat de Darjeelingspoorweg in India op de lijst. In 2005 werd de vermelding uitgebreid tot Bergspoorwegen van India en werd de Nilgiri Bergspoorweg toegevoegd. In 2008 werd deze uitgebreid met de Kalka-Shimla Spoorweg.

## Oostenrijk

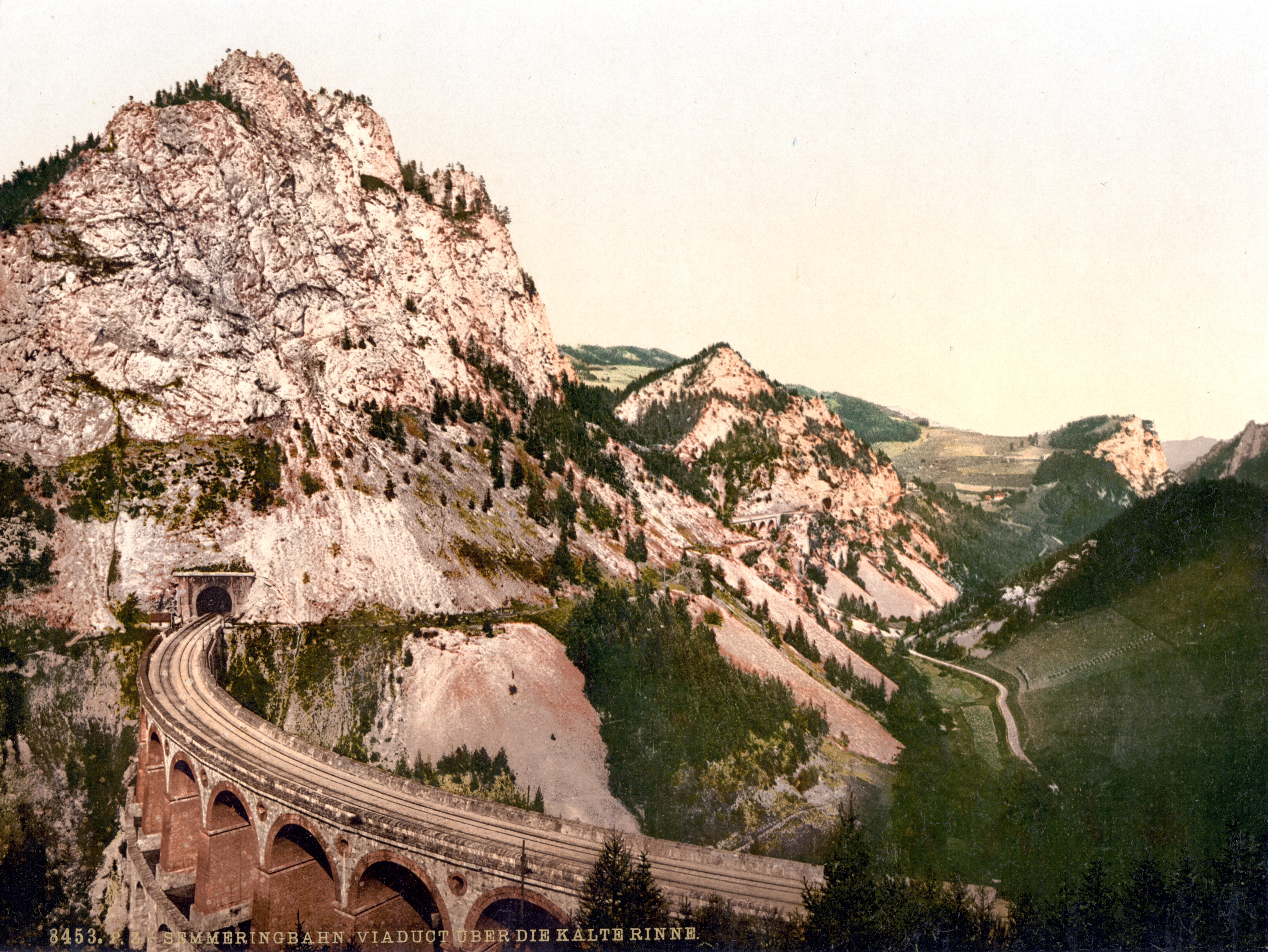
De Semmeringspoorlijn rond 1900.

Sinds 1998 prijkt de Semmeringspoorlijn de Werelderfgoedlijst. De Semmeringbahn is een onderdeel van de Oostenrijkse Südbahn (of zuidelijke spoorweg). De lijn loopt van Gloggnitz over de Semmeringpas naar Mürzzuschlag en was de eerste normaalsporige bergspoorweg in Europa. Kijkende naar het zware terrein en het hoogteverschil wordt zij ook als eerste ter wereld beschouwd. De gehele lijn, geopend in 1854 en 41 kilometer lang, is nog steeds van groot belang voor de Oostenrijkse spoorwegen. In 1959 werd de hele lijn geëelektrificeerd.
De spoorlijn werd door bouwmeester Carl Ritter von Ghega zodanig aangelegd, dat de natuur en de techniek met elkaar concurreren zonder elkaar in de weg te zitten. Daarom is de spoorlijn in 1998 als eerste spoorlijn op de Werelderfgoedlijst opgenomen.

## Zwitserland

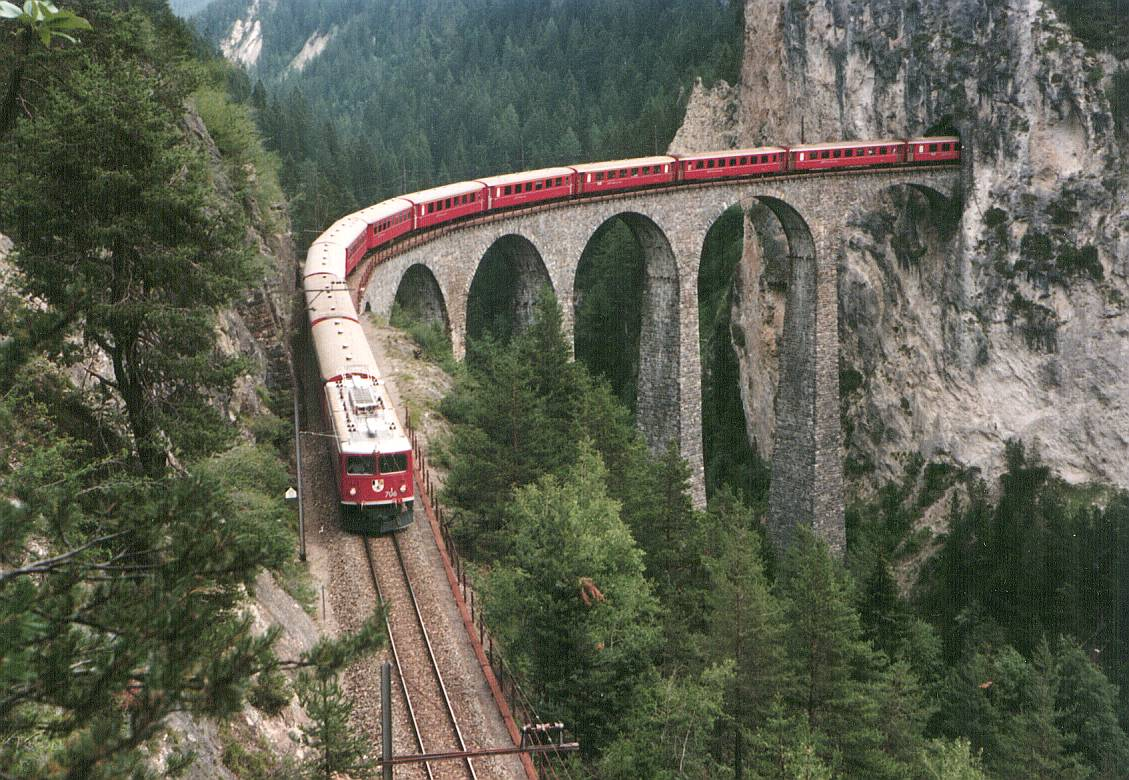
Landwasserviaduct en ingang Landwassertunnel in de Albulabahn.

Sinds juli 2008 zijn ook twee spoorlijnen van de Rhätische Bahn in het Zwitserse kanton Graubünden op de Werelderfgoedlijst geplaatst. Dit betreft de Albulabahn en de Berninabahn. Deze twee spoorlijnen behoren tot de meest indrukwekkende metersporige bergspoorlijnen in de Alpen die het hooggebergte via bergpassen kruisen.
De Albulabahn werd in 1904 geopend en heeft en lengte van 67 kilometer. De lijn omvat een aantal indrukwekkende kunstwerken, waaronder 42 tunnels en overdekte galerijen en 144 viaducten en bruggen. De Berninabahn omvat 13 tunnels en galerijen en 52 viaducten en bruggen.
Deze lijnen zijn een goed voorbeeld van het gebruik van de spoorwegen om afgelegen streken in de Alpen in de 20e eeuw uit hun isolement te verlossen. Dit had een ingrijpende invloed op het sociaal-economische leven in de bergen. Deze en andere spoorlijnen behoren ook tot de belangrijkste toeristische attracties in Zwitserland.